# فاتبوي سليم
نورمان كونتين كوك (Norman Quentin Cook) و يعرف أكثر باسم شهرته فاتبوي سليم (Fatboy Slim) من مواليد 31 يوليو 1963 .هو دي جي ومنتج أسطوانات إنجليزي فائز بعشرة جوائز إم تي في الموسيقية (بالإنجليزية: MTV music awards)‏ و جائزتي بريت (بالإنجليزية: Brtis awards)‏ .

## روابط خارجية
- فاتبوي سليم على موقع IMDb (الإنجليزية)
- فاتبوي سليم على موقع الموسوعة البريطانية (الإنجليزية)
- فاتبوي سليم على موقع ميوزك برينز (الإنجليزية)
- فاتبوي سليم على موقع ميوزك برينز (الإنجليزية)
- فاتبوي سليم على موقع رولينغ ستون (الإنجليزية)
- فاتبوي سليم على موقع قاعدة بيانات برودواي على الإنترنت (الإنجليزية)
- فاتبوي سليم على موقع قاعدة بيانات برودواي على الإنترنت (الإنجليزية)
- فاتبوي سليم على موقع إن إن دي بي (الإنجليزية)
- فاتبوي سليم على موقع أول ميوزيك (الإنجليزية)
- فاتبوي سليم على موقع أول ميوزيك (الإنجليزية)